# Magwengiella congica
Magwengiella congica là một loài tò vò trong họ Ichneumonidae.